# Cúp quốc gia Scotland 1953–54
Cúp quốc gia Scotland 1953–54 là mùa giải thứ 69 của giải đấu bóng đá loại trực tiếp uy tín nhất Scotland. Chức vô địch thuộc về Celtic khi đánh bại Aberdeen trong trận Chung kết.

## Vòng Một
| Đội nhà           | Tỉ số | Đội khách            |
| ----------------- | ----- | -------------------- |
| Alloa Athletic    | 1 – 3 | Clyde                |
| Berwick Rangers   | 7 – 0 | East Stirlingshire   |
| East Fife         | 0 – 3 | Queen of the South   |
| Fraserburgh       | 5 – 4 | Leith Athletic       |
| Inverness Thistle | 3 – 3 | Hamilton Academical  |
| Montrose          | 0 – 1 | Peebles Rovers       |
| Greenock Morton   | 3 – 2 | Dundee United        |
| Partick Thistle   | 1 – 0 | Airdrieonians        |
| Rangers           | 2 – 0 | Queen’s Park         |
| St Johnstone      | 1 – 2 | Hibernian            |
| St Mirren         | 1 – 2 | Motherwell           |
| Stirling Albion   | 2 – 1 | Dumbarton            |
| Stranraer         | 1 – 4 | Dunfermline Athletic |
| Third Lanark      | 2 – 2 | Stenhousemuir        |

### Đá lại
| Đội nhà             | Tỉ số | Đội khách         |
| ------------------- | ----- | ----------------- |
| Hamilton Academical | 3 – 1 | Inverness Thistle |
| Stenhousemuir       | 0 – 0 | Third Lanark      |

### Đá lại lần 2
| Đội nhà      | Tỉ số | Đội khách     |
| ------------ | ----- | ------------- |
| Third Lanark | 1 – 0 | Stenhousemuir |

## Vòng Hai
| Đội nhà            | Tỉ số  | Đội khách            |
| ------------------ | ------ | -------------------- |
| Albion Rovers      | 1 – 1  | Dundee               |
| Berwick Rangers    | 5 – 1  | Ayr United           |
| Brechin City       | 2 – 3  | Hamilton Academical  |
| Coldstream         | 1 – 10 | Raith Rovers         |
| Duns               | 0 – 8  | Aberdeen             |
| Falkirk            | 1 – 2  | Celtic               |
| Fraserburgh        | 0 – 3  | Hearts               |
| Hibernian          | 7 – 0  | Clyde                |
| Greenock Morton    | 4 – 0  | Cowdenbeath          |
| Motherwell         | 5 – 2  | Dunfermline Athletic |
| Peebles Rovers     | 1 – 1  | Buckie Thistle       |
| Queen of the South | 3 – 0  | Forfar Athletic      |
| Rangers            | 2 – 2  | Kilmarnock           |
| Stirling Albion    | 0 – 0  | Arbroath             |
| Tarff Rovers       | 1 – 9  | Partick Thistle      |
| Third Lanark       | 7 – 2  | Deveronvale          |

### Đá lại
| Đội nhà        | Tỉ số | Đội khách       |
| -------------- | ----- | --------------- |
| Arbroath       | 1 – 3 | Stirling Albion |
| Buckie Thistle | 7 – 2 | Peebles Rovers  |
| Dundee         | 4 – 0 | Albion Rovers   |
| Kilmarnock     | 1 – 3 | Rangers         |

## Vòng Ba
| Đội nhà             | Tỉ số | Đội khách       |
| ------------------- | ----- | --------------- |
| Berwick Rangers     | 3 – 0 | Dundee          |
| Hamilton Academical | 2 – 0 | Greenock Morton |
| Hibernian           | 1 – 3 | Aberdeen        |
| Motherwell          | 4 – 1 | Raith Rovers    |
| Partick Thistle     | 5 – 3 | Buckie Thistle  |
| Queen of the South  | 1 – 2 | Hearts          |
| Stirling Albion     | 3 – 4 | Celtic          |
| Third Lanark        | 0 – 0 | Rangers         |

### Đá lại
| Đội nhà | Tỉ số | Đội khách    |
| ------- | ----- | ------------ |
| Rangers | 4 – 4 | Third Lanark |

### Đá lại lần 2
| Đội nhà | Tỉ số | Đội khách    |
| ------- | ----- | ------------ |
| Rangers | 3 – 2 | Third Lanark |

## Tứ kết
| Đội nhà             | Tỉ số | Đội khách       |
| ------------------- | ----- | --------------- |
| Aberdeen            | 3 – 0 | Hearts          |
| Hamilton Academical | 1 – 2 | Celtic          |
| Partick Thistle     | 1 – 1 | Motherwell      |
| Rangers             | 4 – 0 | Berwick Rangers |

### Đá lại
| Đội nhà    | Tỉ số | Đội khách       |
| ---------- | ----- | --------------- |
| Motherwell | 2 – 1 | Partick Thistle |

## Bán kết
| Celtic | v | Motherwell |
| ------ | - | ---------- |
|        |   |            |

| Aberdeen                                                                           | v | Rangers |
| ---------------------------------------------------------------------------------- | - | ------- |
| Joe O'Neil 13' 34' 80' · Graham Leggat 70' · Jack Allister 86' · Paddy Buckley 89' |   |         |

### Đá lại
| Celtic | v | Motherwell |
| ------ | - | ---------- |
|        |   |            |

## Chung kết
| Celtic                                  | v | Aberdeen          |
| --------------------------------------- | - | ----------------- |
| Alec Young 50' (l.n.) · Sean Fallon 64' |   | Paddy Buckley 51' |

### Đội bóng
| CELTIC:                |  |                |
|                        |  |                |
| GK                     |  | John Bonnar    |
| RB                     |  | Mike Haughney  |
| LB                     |  | Frank Meechan  |
| RH                     |  | Bobby Evans    |
| CH                     |  | Jock Stein     |
| LH                     |  | Bertie Peacock |
| RW                     |  | John Higgins   |
| IR                     |  | Willie Fernie  |
| CF                     |  | Sean Fallon    |
| IL                     |  | Charlie Tully  |
| LW                     |  | Neil Mochan    |
| ’‘‘Huấn luyện viên:’’’ |  |                |
| Jimmy McGrory          |  |                |

| ABERDEEN:              |  |                 |
|                        |  |                 |
| GK                     |  | Fred Martin     |
| RB                     |  | Jimmy Mitchell  |
| LB                     |  | Dave Caldwell   |
| RH                     |  | Jack Allister   |
| CH                     |  | Alec Young      |
| LH                     |  | Archie Glen     |
| RW                     |  | Graham Leggat   |
| IR                     |  | George Hamilton |
| CF                     |  | Paddy Buckley   |
| IL                     |  | Jim Clunie      |
| LW                     |  | Jackie Hather   |
| ’‘‘Huấn luyện viên:’’’ |  |                 |
| Dave Halliday          |  |                 |